# 走穴
走穴现指演员、教师等在本职工作之外进行演出、讲学收取个人收益的活动。
走穴原是相声界用语，清末民初时相声演员所在表演场地被称为“穴口”，而到其他地方的穴口表演就被称为“走穴”。1980年代，走穴一词被用于演艺界人士在国家体制之外进行演出，又被称为“走学”或“私演私分”，召集走穴的人被称为“穴头”。后来走穴一词被扩展使用到教师等行业，凡在本职工作外进行的讲学等活动均被称为走穴。